# Mare Serenitatis

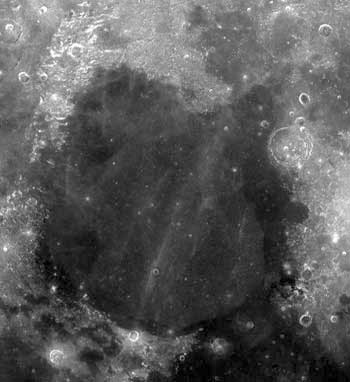
Mare Serenitatis

Poloha Mare Serenitatis a ostatních moří

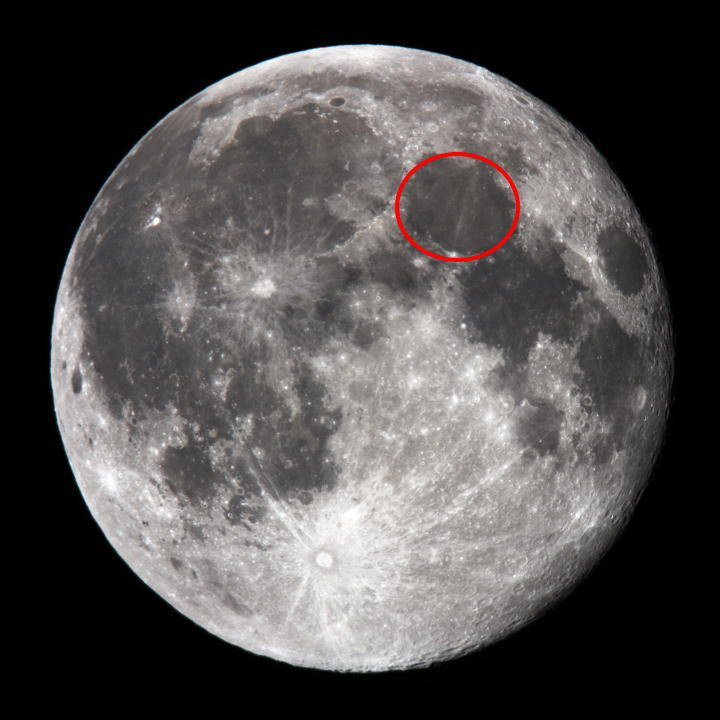
Poloha Mare Serenitatis

Mare Serenitatis (česky Moře jasu) je měsíční moře kruhovitého tvaru rozkládající se na přivrácené straně Měsíce, východně od Mare Imbrium (Moře dešťů) a severozápadně od Mare Tranquillitatis (Moře klidu). Má plochu cca 303 000 km². V jeho východní části jsou rozlehlé systémy mořských hřbetů, na severovýchodním okraji při hranicích s Lacus Somniorum (Jezero snů) leží velký kráter Posidonius. Uvnitř moře leží např. krátery Bessel, Linné, Sarabhai, Deseilligny, Borel, Finsch nebo Bobillier. Největší z nich je Bessel o průměru pouhých 16 km.

## Expedice
- V roce 1972 přistál v údolí Taurus–Littrow lunární modul Challenger americké mise Apollo 17 s astronauty Eugenem A. Cernanem a Harrisonem Schmittem.[2]
- Ve východní části Mare Serenitatis přistála 15. ledna 1973 sovětská sonda Luna 21 (v kráteru Le Monnier), která zde vyložila měsíční pojízdnou laboratoř Lunochod 2. Ta ujela po povrchu celkem 37 km.[3]

## Mare Serenitatis v kultuře
- Mare Serenitatis je zmíněno ve vědeckofantastických povídkách Hlídka a Dovolená na Měsíci britského spisovatele Arthura C. Clarka.
- Mare Serenitatis je místem, kde stálo Měsíční Království v moderním anime Sailor Moon, jehož královnou byla Serenity.